# Vareškové oko
Vareškové oko je malé pleso, které se nachází v horní části Veľké Studené doliny ve výši 1860 m. Leží přímo na potoce, který vytéká z výše položeného Dlhého plesa. Za Vareškovým okem se potok vlévá do Vareškového plesa.